# Ramón Mestre
Ramón Bautista Mestre (San Juan, 21 de agosto de 1937 — Córdoba, 6 de marzo de 2003) fue un político y odontólogo argentino, perteneciente a la Unión Cívica Radical, que forjó su carrera política en la provincia de Córdoba con una línea interna opuesta a la del gobernador Eduardo Angeloz. Se desempeñó como Intendente de la ciudad de Córdoba, Gobernador de Córdoba, Interventor de Corrientes y Ministro del Interior de la República Argentina.

## Biografía

### Primeros años

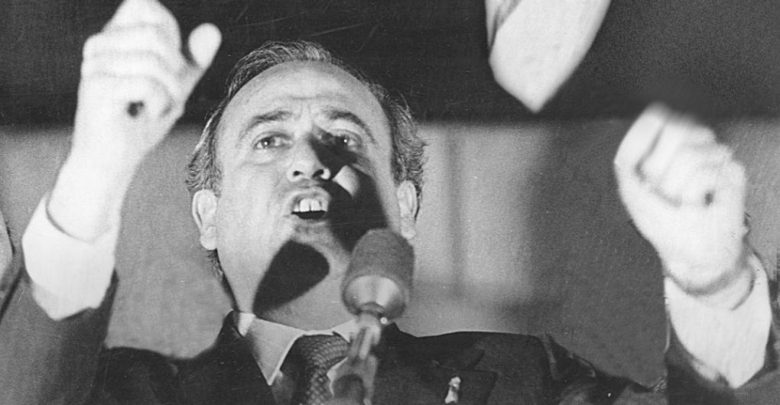
Mestre en los años 80

Había arribado a los 17 años para estudiar odontología en la Universidad Nacional de Córdoba. 
En 1964 fue nombrado secretario de Salud provincial y, un año después, ocupó la Secretaría General de la Gobernación, bajó el mando de Justo Páez Molina.
Entre 1972 y 1982 fue secretario de la Junta de Acción Política del Comité Provincial de la U.C.R.

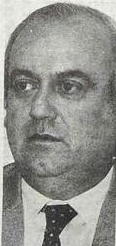
Ramón Mestre en 1983

### Municipalidad de Córdoba
En 1983 se postuló a la intendencia de la Ciudad de Córdoba, triunfando el 30 de octubre de 1983 sobre el candidato del Partido Justicialista, José Manuel de la Sota.
De un carácter explosivo y considerado «un duro» en 1987 obtuvo la reelección frente al candidato peronista Miguel A. Balestrini.
Cerca de la finalización de su mandato, buscó la candidatura a gobernador de Córdoba enfrentando sin éxito en las elecciones internas del radicalismo al mandatario provincial Eduardo Angeloz.
| Cartera                                               | Titular                                               | Período                                               |
| Gabinete Municipal de Ramón Bautista Mestre 1983-1991 | Gabinete Municipal de Ramón Bautista Mestre 1983-1991 | Gabinete Municipal de Ramón Bautista Mestre 1983-1991 |
| ----------------------------------------------------- | ----------------------------------------------------- | ----------------------------------------------------- |
| Secretaría de Gobierno                                | Raúl Faure                                            | 10 de diciembre de 1983 - 10 de diciembre de 1989     |
| Secretaría de Gobierno                                | Oscar Aguad                                           | 10 de diciembre de 1989 - 10 de diciembre de 1991     |
| Secretaría de Salud                                   | Enrique Borrini                                       | 10 de diciembre de 1983 - 10 de diciembre de 1991     |
| Secretaría de Desarrollo Urbano                       | Guillermo Iros                                        | 10 de diciembre de 1983 - 10 de diciembre de 1991     |
| Secretaría de Hacienda                                | Castaño                                               | 10 de diciembre de 1983 - mayo de 1986                |
| Secretaría de Hacienda                                | Ramón Darwich                                         | mayo de 1986 - 10 de diciembre de 1991                |
| Secretaría General                                    | Oscar Aguad                                           | 10 de diciembre de 1983 - 10 de diciembre de 1989     |
| Secretaría General                                    | Alberto Zapiola                                       | 10 de diciembre de 1989 - 10 de diciembre de 1991     |

### Inactividad política y regreso
Derrotado por Eduardo Angeloz, su adversario interno en el radicalismo cordobés, se alejó temporalmente de la actividad política para ocuparse de temas personales como la enfermedad y fallecimiento de una de sus hijas. En 1994 regresó a la actividad pública y fue elegido convencional constituyente por la provincia de Córdoba.

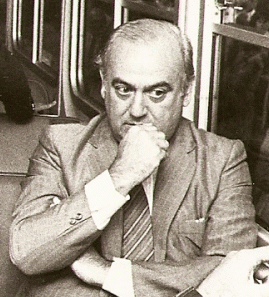
Ramón Mestre en 1988

### Gobernador de Córdoba
El tercer mandato de Angeloz al frente de gobierno de Córdoba llegaba a su fin y el radicalismo consideró que solo contaba con un candidato en condiciones de ganar: Ramón Mestre. Esta vez, no hubo internas en el radicalismo, ya que la candidatura de Mestre fue fruto del consenso con la Línea Federal del Gobernador Angeloz, sector interno que nominó el candidato a vicegobernador del Dr. Luis Molinari Romero, en ese momento Senador por el Departamento Capital.
El peronismo, sin la jefatura de De la Sota, centró su estrategia en el desfondamiento de la gestión radical y en sus hechos de corrupción. El exjuez Guillermo Johnson se convirtió así en el candidato a gobernador del Partido Justicialista. Ganó la elección provincial del 14 de mayo de 1995 superando a la fórmula Johnson-González por el 47,19 al 40,05% de los votos, en una jornada signada por un histórico corte de boletas en Córdoba (Carlos Menem superó con holgura al radical Horacio Massaccesi y al frepasista José Octavio Bordón).Una de sus investigaciones de mayor impacto en todos los niveles de la política local y nacional fue el llamado Narcoescándalo, donde logró probar las vinculaciones entre la Dirección Drogas Peligrosas de la Policía de Córdoba y las principales bandas narcos. Esta investigación derivó en la detención de toda la plana mayor policial dedicada al combate contra el narcotráfico, pero además impulsó la  renuncia del jefe de Policía, Ramón Ángel Frías, y del ministro de seguridad y exjefe de Policía, Alejo Paredes]. Por estas investigaciones el periodista debió huir de la provincia bajo amenaza,  El trabajo periodístico fue llevado a cabo con base en testimonios de arrepentidos de esa banda además de cámaras ocultas a miembros policiales y a traficantes.

#### Crisis financiera y emergencia pública
Mestre alcanzó la gobernación de Córdoba en medio de una severa crisis económica debida tanto al desquicio administrativo del gobierno angelocista como a la Un día antes de asumir Mestre, el gobierno nacional otorgó un crédito de 70 millones de dólares a la provincia. Lo hizo bajo la condición de que Córdoba firmara el Pacto Fiscal. Por la falta de cumplimiento de este pacto - sobre todo en las privatizaciones - Córdoba acumuló un déficit de 1200 millones de dólares, declaró el presidente Menem:

«Pese a la admiración y el respeto que tengo por mi amigo Eduardo Angeloz, no hicieron bien las cosas», recalcó el Presidente.

En su primer día de gobierno, Mestre envió a la Legislatura local dos proyectos de ajuste más severos que el sostenido por su predecesor radical Angeloz. El plan estableció una quita del 30 por ciento en los salarios de los empleados estatales, y una reducción del horario laboral del 40 por ciento. 
También se emitieron bonos por 800 millones de pesos para cancelar salarios y jubilaciones, impagos y deudas con proveedores y contratistas. 
Sin embargo, durante su gestión de gobierno, Córdoba asistió el 25 de agosto de 1996 a la mayor manifestación de protesta sindical desde el regreso de la Democracia, cuando 50.000 personas marcharon por la capital mediterránea en contra de la reforma educativa que Mestre intentó imponer y luego se vio obligado a replantear. No obstante, logró imponer una de las medidas más resistidas por el sector docente: el presentismo.

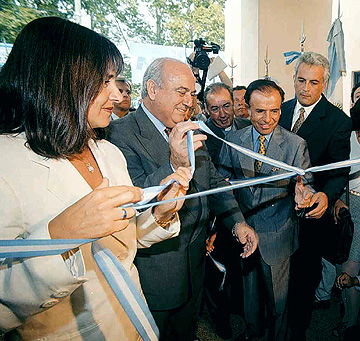
Ramón Mestre y Menem inaugurando una escuela en Villa del Totoral

#### Tratado interprovincial de creación de la Región Centro
Con la reforma constitucional de 1994 se institucionalizó un nuevo mecanismo de desarrollo e integración económica: la región.
Uno de los hechos trascendentales de la gestión Mestre, fue la decisión política de crear la Región Centro, para la promoción del desarrollo económico y social (art. 124 de la Constitución Nacional) y el desarrollo humano, la salud, la educación, la ciencia, el conocimiento y la cultura (art. 125 de la Constitución Nacional). Esta iniciativa sería compartida por el Ingeniero Jorge Obeid, gobernador de la provincia de Santa Fe.
La Región Centro fue creada mediante el Tratado Interprovincial suscrito por los Gobernadores Ramón Mestre de Córdoba y Obeid de Santa Fe, el 15 de agosto de 1998. Posteriormente, el 6 de abril de 1999 se produjo la adhesión de la provincia de Entre Ríos, mediante la firma del Gobernador Jorge Busti.
Posteriormente, las legsilaturas provinciales ratificaron el tratado y cada provincia nombró su ministro para representarla en el Comité Ejecutivo encargado de la dirección de la Región Centro.

### Reforma Previsional
En 1995 por medio de un decreto 1.777 de 1995, reformó el sistema previsional, se recalculó el 82 por ciento móvil y provocó un recorte de alrededor de 18 por ciento en los haberes. Hubo una avalancha de juicios que llegaron incluso hasta la Corte Suprema de Justicia. En 2007,la Corte declaró inconstitucional el decreto 1.777. La provincia restituyó el 82 por ciento móvil.

### La derrota electoral de 1998
El costo político de las medidas de ajuste financiero no se hizo esperar. Preocupado por el impacto de la crisis económica de Brasil y, previendo una sensible baja de las exportaciones cordobesas en 1999, Mestre jugó su carta política más arriesgada al adelantar la elección de gobernador para el 20 de diciembre de 1998. 
Esta vez, José Manuel de la Sota estaba preparado: tras un acuerdo con el presidente Menem, se formó la coalición de centro derecha llamada "Unión por Córdoba", integrada por cinco partidos, cuya fórmula conformaban el Senador Nacional De la Sota y el ucedeísta Germán Kammerath, Secretario de Telecomunicaciones de la Nación.
Mestre desistió del vicegobernador Luis Molinari Romero y lo reemplazó en la fórmula por el ex intendente de Río Cuarto, Miguel Ángel Abella. La primera señal de alarma para el mandatario fue cuando derrotó en elecciones internas al ex vicegobernador Grosso por un margen de votos mucho menor al esperado (57 a 42%).[cita requerida]
El radicalismo estaba dividido por las medidas de ajuste y desgastado por 15 años de gobierno ininterrumpido[cita requerida]. De la Sota, candidato de una alianza de partidos y bajo una nueva imagen, prometió rebaja de impuestos y devolver los derechos conculcados por las leyes de emergencia de un gobernador devaluado por sus actitudes destempladas y sus medidas económicas desagradables socialmente. Unión por Córdoba ganó con el 49,59 % de los votos frente al 40,47% de la lista radical.
El lunes 12 de julio de 1999, Mestre entregó el poder a su sucesor. Tres años más tarde su nombre se volvería a escuchar como candidato a gobernador de Córdoba.

### Interventor Federal en Corrientes
Su labor más destacada en la política nacional la cumplió en el gobierno de la Alianza, a la que se había opuesto en sus inicios (en la elección de diputados nacionales de 1997 el radicalismo de Córdoba concurrió solo) por razones ideológicas. Durante la breve administración de Fernando de la Rúa, fue designado interventor en la provincia de Corrientes el 17 de diciembre de 1999.
Luego de que fuera desalojado del gobierno Braillard Poccard, la legislatura correntina consagró como gobernador interino al vicepresidente del Senado, el justicialista Hugo Perié, quien al caducar su cargo legislativo cesó al frente del Poder Ejecutivo, y entonces fue nombrado el liberal Carlos Tomasella hasta marzo de 2000, en que estaba establecido que se realizarían elecciones. Pero al negarse Perié a reconocer a Tomasella - y, por consiguiente, a abandonar el cargo - la situación política se complicó, con el agravante de una crisis social y económica que atravesaba la población, la mayor parte de ella trabajadores del Estado a los que se les adeudaban tres meses de sueldo y el medio aguinaldo de diciembre de 1998.
Las organizaciones gremiales, a pocas horas de que la Alianza asumiera el Gobierno nacional,[cita requerida] cortaron una vez más el puente que une Corrientes con Resistencia, generando enormes perjuicios económicos a productores y transportistas[cita requerida]. Entonces el Ministerio del Interior resolvió enviar fuerzas de Gendarmería, lo que hizo subir la tensión. El 17 de diciembre, hace autoconvocados -estatales y docentes a quienes se les debía cinco meses de sueldo- mantenían cortada la autovía.
El Gobierno de Fernando de la Rúa dispuso el 15 de diciembre de 1999 la intervención federal, y giró rápidamente un proyecto de ley al Congreso, que primeramente fue aprobado en el Senado y en la madrugada del 16 convirtió en la Cámara de Diputados al aprobarlo en general y particular en una sola votación.
Mestre asumió su tarea en esas condiciones y estableció un severo programa de ajuste financiero similar a las medidas impulsadas en Córdoba. Se intentó paliar la crisis económica que atravesaba la provincia con la emisión de Certificados de Cancelación de Obligaciones, que fueron conocidos vulgarmente como Bonos CeCaCor. Esta "solución" le terminaría generando un daño irreparable a las arcas de la provincia. Su participación al frente de la denominada "intervención cordobesa" soportó severos cuestionamientos de corrupción. Incluso el dirigente radical cordobés, y ahijado político de Mestre, Oscar Aguad se encuentra procesado por los supuestos hechos de corrupción de la intervención federal de esos años. Mestre ocupó ese cargo hasta el 20 de marzo de 2001, cuando fue llamado a ocupar el Ministerio de Interior hasta la renuncia de De la Rúa. Su lugar en la Gobernación de Corrientes lo ocupó su segundo, el radical Oscar Aguad quien fue procesado en 2009 por el delito de “administración infiel” y fue investigado por la toma de un crédito de 60 millones de dólares del que no se sabe su destino.
| Gabinete Interventor Federal de Corrientes de Ramón Bautista Mestre 1999-2001 | Gabinete Interventor Federal de Corrientes de Ramón Bautista Mestre 1999-2001 | Gabinete Interventor Federal de Corrientes de Ramón Bautista Mestre 1999-2001 |
| Cartera                                                                       | Titular                                                                       | Período                                                                       |
| ----------------------------------------------------------------------------- | ----------------------------------------------------------------------------- | ----------------------------------------------------------------------------- |
| Ministro de Gobierno                                                          |                                                                               |                                                                               |
| Ministro de Educación                                                         |                                                                               |                                                                               |
| Ministro de Salud                                                             | Mirta Floridia                                                                | 21 de diciembre de 1999 - 20 de marzo de 2001                                 |
| Ministro de Obras y Servicios Públicos                                        | Alfredo Acuña                                                                 | 21 de diciembre de 1999 - 20 de marzo de 2001                                 |
| Ministro de Hacienda y Finanzas                                               | Ramón Darwich                                                                 | 21 de diciembre de 1999 - 20 de marzo de 2001                                 |
| Ministro de Producción                                                        | Elbio Molardo                                                                 | 21 de diciembre de 1999 - 20 de marzo de 2001                                 |
| Secretarías del Gobierno del Interventor Federal Ramón Mestre                 |                                                                               |                                                                               |
| Cartera                                                                       | Titular                                                                       | Período                                                                       |
| Secretaría General de la Gobernación                                          | Martín Hourest                                                                | 21 de diciembre de 1999 - 20 de marzo de 2001                                 |
| Fiscal de Estado                                                              | Alberto Zapiola                                                               | 21 de diciembre de 1999 - 20 de marzo de 2001                                 |

### Ministro del Interior
Luego de la crisis que derivó en la renuncia de Federico Storani en marzo de 2001, asumió el Ministerio del Interior, cargo que ocupó hasta la dimisión del presidente de la Rúa. Para entonces ya no quedaba nada de la Alianza entre la U.C.R. y el FRE.PA.SO tras la renuncia del vicepresidente el 6 de octubre de 2000, tras denunciar la complicidad del gobierno en negociados con fondos públicos denunciando corrupción en la administración de De la Rúa y en el Senado nacional, escándalo conocido el de las coimas en el Senado,
Una alianza política había surgido entre el presidente De la Rúa y Domingo Cavallo, ministro de Economía desde el 20 de marzo de 2001.
Mestre tuvo en los últimos tramos del gobierno delarruista un importante papel en las relaciones con los gobernadores peronistas, especialmente frente a sus reclamos por la coparticipación federal. Renunció al cargo durante la jornada violenta del 20 de diciembre de 2001. Horas más tarde de ese mismo día, se produjo la renuncia del presidente De la Rúa. Mestre, junto con otros exfuncionarios, fue acusado por los delitos de homicidio culposo y, en 2003, los fiscales Luis Comparatore y Patricio Evers solicitaron que fuera procesado por abuso de autoridad, tras ordenar a la Policía Federal, la represión contra los manifestantes de plaza de Mayo llevando a 17 ciudadanos muertos por el accionar policial, que operaba bajo su control y por eso fue imputado.

### Fallecimiento inesperado
En 2003 se iba a postular a candidato a la gobernación de Córdoba, pero debió abandonar la contienda electoral por razones de salud.
Internado repentinamente al agravarse el cuadro de hepatitis severo que padecía, falleció a las 11 de la mañana del 6 de marzo de 2003, en la Clínica Romagosa de la Ciudad de Córdoba, luego de sufrir un paro cardiorrespiratorio. Tenía 65 años.
Sus restos fueron velados en el Salón Rojo del edificio Histórico del Cabildo de la ciudad de Córdoba, ubicado frente a la Plaza San Martín. 
El intendente de la capital cordobesa, Germán Kammerath, puso a disposición el lugar y decretó además tres días de asueto por la muerte de una de las figuras emblemáticas de la política cordobesa. [cita requerida]Por su parte, el gobernador De la Sota dispuso cinco días de duelo para la provincia.[cita requerida]

## Elecciones[17]

### Elecciones intendente 1983
| Candidato              | Partido               | Porcentaje |
| ---------------------- | --------------------- | ---------- |
| Ramón Mestre           | Unión Cívica Radical  | 55,0%      |
| José Manuel de la Sota | Partido Justicialista | 39,2%      |
| Hugo Taboada           | MID                   | 3,7%       |

### Elecciones intendente 1987
| Candidato            | Partido               | Porcentaje |
| -------------------- | --------------------- | ---------- |
| Ramón Mestre         | Unión Cívica Radical  | 46,4%      |
| Miguel A. Balestrini | Partido Justicialista | 43,0%      |
| Hugo Taboada         | MID                   | 4,25%      |

### Elecciones Gobernador de Córdoba 1995
| Candidato            | Partido               | Porcentaje |
| -------------------- | --------------------- | ---------- |
| Ramón Mestre         | Unión Cívica Radical  | 47,2%      |
| Guillermo Johnson    | Partido Justicialista | 40,1%      |
| Horacio Obregón Cano | Frepaso               | 5,0%       |

### Elecciones Interna a Gobernador UCR 1998
|  | 59.02 % |

|  | 40.13 % |

### Elecciones Gobernador de Córdoba 1998
| Candidato              | Partido                 | Porcentaje |
| ---------------------- | ----------------------- | ---------- |
| José Manuel de la Sota | Unión por Córdoba       | 49,6%      |
| Ramón Mestre           | Unión Cívica Radical    | 40,5%      |
| Guillermo Johnson      | Acción por la República | 5,0%       |